# Aculepeira albovittata
Aculepeira albovittata är en spindelart som först beskrevs av Cândido Firmino de Mello-Leitão 1941. 
Aculepeira albovittata ingår i släktet Aculepeira och familjen hjulspindlar. Inga underarter finns listade i Catalogue of Life.